# Wang Gao (dinastia Tang)
Wang Gao (chinês: 王 郜) foi um senhor de guerra no final da dinastia chinesa Tang, que controlava o circuito de Yiwu (義 武, com sede na moderna Baoding, Hebei) depois de suceder seu pai Wang Chucun em 895 até sua derrota em 900.

## Plano de fundo e governo de Yiwu
Não se sabe quando Wang Gao nasceu. Seu pai, Wang Chucun, tornou-se governador militar (Jiedushi) do circuito de Yiwu em 879, e durante o governo de Wang Chucun, Wang Gao tornou-se vice-governador militar (副 大使, Fudashi). Após a morte de Wang Chucun em 895, os soldados apoiaram Wang Gao como governador militar interino. O então imperador Zhaozong comissionou-o como governador militar interino e, em seguida, governador militar pleno. Em 897, o imperador Zhaozong deu a Wang Gao a designação de chanceler honorário Tong Zhongshu Menxia Pingzhangshi (同 中 書 門下 平章事).

## Derrota e fuga
Em 900, o maior senhor da guerra Zhu Quanzhong o governador militar do Circuito de Xuanwu (宣武, com sede na moderna Kaifeng, Henan), um arquirrival do aliado de Wang Gao, Li Keyong, o governador militar do Circuito de Hedong (河東, com sede na moderna Taiyuan, Shanxi), enviou seu general Zhang Cunjing (張 存 敬) ao norte para tentar subjugar os aliados de Li Keyong a leste das montanhas Taihang. Depois de primeiro forçar Wang Rong, o governador militar do Circuito de Chengde (成 德, com sede na moderna Shijiazhuang, Hebei), a se submeter, Zhang atacou o Circuito de Yiwu. Wang Gao enviou seu tio Wang Chuzhi para resistir a Zhang. Wang Chuzhi defendeu a construção de cercas para tentar impedir o avanço do exército de Xuanwu, para cansá-lo, antes de enfrentar o exército de Xuanwu. No entanto, o oficial Liang Wen (梁 汶), argumentando que o exército de Yiwu tinha uma vantagem numérica, defendeu um confronto imediato. Wang Gao então encomendou um. Zhang, no entanto, esmagou o exército de Yiwu e matou mais da metade de seus soldados; os soldados restantes escoltaram Wang Chuzhi e fugiram de volta para a capital da prefeitura de Ding (定州) de Yiwu.
Diante da derrota de seu tio, Wang Gao fugiu para o Circuito Hedong. (Os soldados posteriormente apoiaram Wang Chuzhi como governador militar interino, e ele foi capaz de assegurar um acordo de paz com Zhu concordando em se submeter a Zhu.) Li Keyong deu a ele um posto honorário. Ele morreu no início da era Tianfu (901–904).